# Atractodes ligatus
Atractodes ligatus là một loài tò vò trong họ Ichneumonidae.